# Anchomenus
Anchomenus is een geslacht van kevers uit de familie van de loopkevers (Carabidae). De wetenschappelijke naam van het geslacht is voor het eerst geldig gepubliceerd in 1810 door Bonelli.

## Soorten
Het geslacht Anchomenus omvat de volgende soorten:
- Anchomenus aeneolus (Leconte, 1854)
- Anchomenus capensis Liebherr, 1991
- Anchomenus cyaneus Dejean, 1828
- Anchomenus dohrnii Fairmaire, 1866
- Anchomenus dorsalis (Pontoppidan, 1763)
- Anchomenus funebris (Leconte, 1854)
- Anchomenus kurnakovi (Kryzhanovskij, 1983)
- Anchomenus leucopus Bates, 1873
- Anchomenus quadratus (Leconte, 1854)
- Anchomenus suensoni (Mandl, 1981)
- Anchomenus tigridis Andrewes, 1927
- Anchomenus turkestanicus Ballion, 1871
- Anchomenus virescens (Motschulsky, 1865)
- Anchomenus yukihikoi (Habu, 1962)